# بيتر ويلسون (لاعب كرة قدم بريطاني)
بيتر ويلسون (بالإنجليزية: Peter Wilson)‏ (25 نوفمبر 1905 في المملكة المتحدة - 13 فبراير 1983) هو مدرب كرة قدم ولاعب كرة قدم بريطاني في مركز الدفاع. شارك مع منتخب اسكتلندا لكرة القدم. أما مع النوادي، فقد لعب مع نادي سلتيك ونادي هيبرنيان.

## مسيرته الكروية
لعب بيتر ويلسون خلال مسيرته الاحترافية مع ناديين في خمسة عشر موسمًا وسجل خلالها 16 هدفًا ضمن 431 مباراة. حيث فاز في أربعة مواسم بالكأس وفي موسم واحد بالدوري.
خاض بيتر ويلسون مسيرته مع نادي سلتيك في موسم 1923–24 ليلعب معه أحد عشر موسمًا، مشاركًا في 344 مباراة سجل خلالها 14 هدفًا. ثم انتقل إلى نادي هيبرنيان في موسم 1934–35 ليلعب معه أربعة مواسم، حيث شارك في 87 مباراة سجل خلالها هدفين.

## وصلات خارجية
- بيتر ويلسون على موقع قاعدة بيانات كرة القدم.إي يو (الإنجليزية)
- بيتر ويلسون على موقع ناشيونال فوتبول تيمز (الإنجليزية)
- بيتر ويلسون على موقع عالم كرة القدم.نت (الإنجليزية)